# قلاجيفتابيغي (مقاطعة إسلام آباد غرب)
قلاجيفتابيغي (بالفارسية: قلاجی‌فتابیگی) هي قرية تقع في كرمانشاه في إيران. يقدر عدد سكانها بـ 23 نسمة بحسب إحصاء 2016.